# Johanna Ernst
 (octobre 2018).
Si vous disposez d'ouvrages ou d'articles de référence ou si vous connaissez des sites web de qualité traitant du thème abordé ici, merci de compléter l'article en donnant les références utiles à sa vérifiabilité et en les liant à la section « Notes et références ».
Pour les articles homonymes, voir Ernst.
Johanna Ernst, née le 16 novembre 1992, est une grimpeuse autrichienne. 

## Palmarès

### Championnats du monde
- 2009 à Qinghai,  Chine
  -  Médaille d'or en difficulté

### Coupe du monde d'escalade
- Coupe du monde d'escalade 2011 à Valence / France 
  -  Médaille d'or en difficulté

### Championnats d'Europe

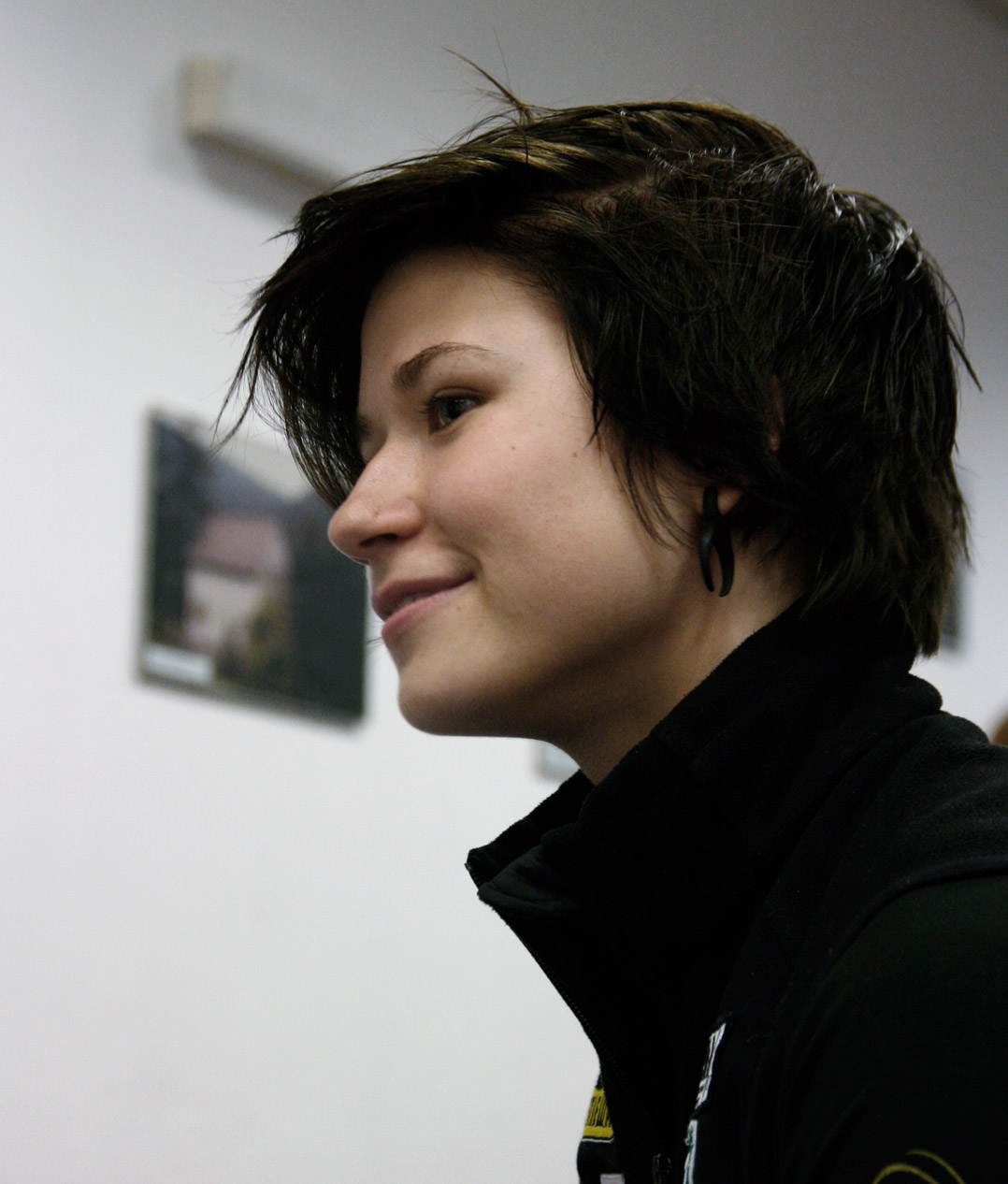
Johanna Ernst en 2010

- 2010 à Innsbruck,  Autriche
  -  Médaille d'argent en difficulté
- 2008 à Paris,  France
  -  Médaille d'or en difficulté

### Rock Master d'Arco
- 2008 : 1e place

## Distinctions
- 2009 : « grimpeur de l'année » dans la sélection des personnalités sportives autrichiennes de l'année
- 2011 : Ordre du Mérite autrichien[Quoi ?]